# Abdullo Tangriev
Abdullo Tangriev (n. 28 martie 1981, Regiunea Surhandaria, Republica Sovietică Socialistă Uzbecă, URSS) este un judocan ce a reprezentat Uzbekistan, medaliat olimpic. A participat la 4 ediții ale Jocurilor Olimpice (2000, 2004, 2008, 2016) în care a câștigat o medalie de argint.